# Blonde (bier van Haacht)
Blonde is een Belgisch bier gebrouwen door Brouwerij Haacht. Blonde is een alcoholarm (1,2 vol%) lagegistingbier, verkrijgbaar in flessen van 75 cl en 33 cl.